# Selig Pinchas Bamberger

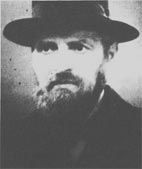
Selig Bamberger

Selig Bamberger (jiddisch הרב פינחס (זליג) הלוי במברגר haRaw Pinchas (Selig) Bamberger, auch Selig Pinchas Halevi Bamberger; geboren am 7. November 1872 in Lengnau im Schweizer Kanton Aargau; gestorben am 9. August 1936 in Hamburg) war ein Rabbiner und jüdischer Gelehrter in Hamburg, der eine ganze Reihe grundlegender Bücher über das Judentum ins Deutsche übersetzte. Er erwarb einen Doktortitel in diesem Bereich an der Universität Berlin.

## Leben und Wirken

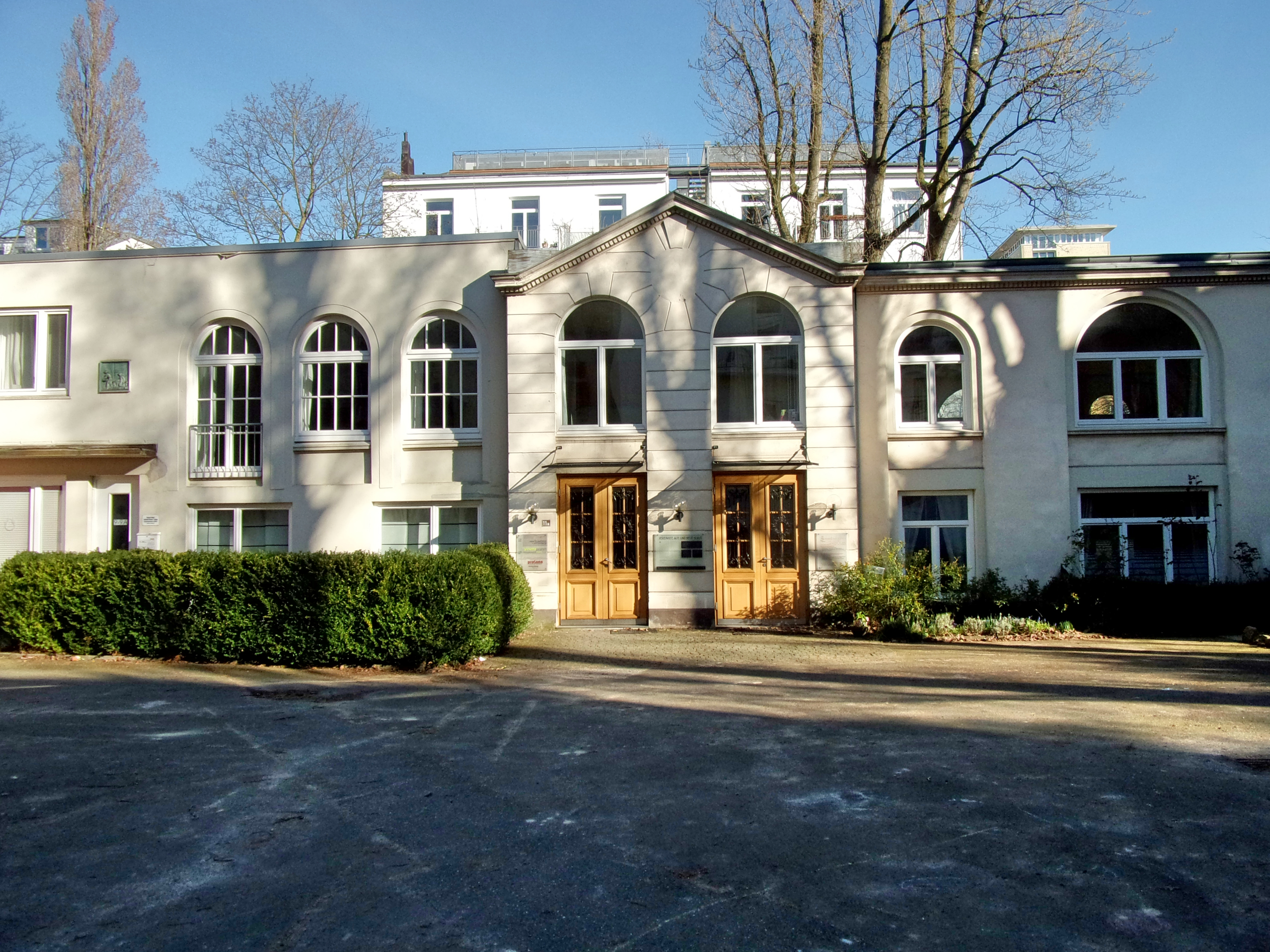
Vereinigte Alte und Neue Klaus im Hinterhof der Rutschbahn 11, Grindelviertel, in der Bamberger lehrte

Selig Bamberger wurde im Monat Cheschwan in Lengnau als Sohn des Rabbiners Shlomo Bamberger (שלמה במברגר) und von Lea Adler geboren; Seligmann Bär Bamberger war sein Großvater. 1896 erwarb er einen Doktortitel in Philosophie an der Universität Heidelberg mit seiner wissenschaftlichen Ausgabe des Kommentars von Maimonides zum Mischnatraktat Challa, die auch seine Übersetzung ins Deutsche enthielt.
1896 wurde er von dem Vorsitzenden des Beth Midrasch, dem Rabbiner Esriel Hildesheimer in Berlin, zum Rabbiner ordiniert.
Ab 1901 arbeitete er als Rabbiner an den Hamburger Synagogen Alte Klaus (הקלויז הישן) und Neue Klaus (הקלויז החדש). Er lehrte auch am Lehrhaus der Synagogengemeinschaft und war Av Beth Din, Vorsitzender des Beth Din („Rabbinatsgericht“). Diese Aufgaben erfüllte er 36 Jahre lang bis zu seinem Tod. Daneben publizierte er.
Er verstarb im August 1936 in Hamburg und wurde auf dem Jüdischen Friedhof Langenfelde in Hamburg – neben seiner ersten Frau – begraben. 1989 wurden seine sterblichen Überreste neben dem Grab seiner zweiten Frau auf dem Jüdischen Friedhof am Ölberg in Jerusalem beigesetzt.

## Übersetzungen und Herausgeberschaft
- Kommentar des Raschi zur Tora (פירוש רש"י לתורה) (Digitalisat)
- Sidur sefat emet – Gebetbuch der Israeliten. („Sprache der Wahrheit“ סידור - שפת אמת) (Digitalisat)
- Gesänge für den Schabbat (זמירות לשבת)
- Gebetbuch für die Festtage/1/2: Gebetbuch für das Peßachfest (הגדה של פסח): Band I: Peßachfest (1. und 2. Tag); Band II: Peßachfest (7. und 8. Tag); mit sorgfältigst revidiertem Texte// Heidenheim, Wolf. - Frankfurt a. M. (Rödelheim): Lehrberger, [ca. 1910]
- Seligmann Baer, Pinchas Halevi Bamberger: Seder ha-ḳinot le-tish ah be̕ av: im megilat ̕Eikha ve-ḳri̕ at ha-Torah ve-ha-ḳrovot ve-kol ha-tefilot; le-fi minhag ha-̕ ashkenazim. Goldschmidt, Basel 2002, ISBN 3-85705-052-7 (hebräisch: סדר הקינות לתעה באב : עם מגלת איכה וקריאת התורה והקרובות וכל התפלות : לפי מנהג האשכנזים).
- Kizzur Schulchan Aruch (קיצור שולחן ערוך) (Digitalisat)
- Machzor 1953, Gebetbuch für die Festtage, herausgegeben von Wolf Heidenheim, übersetzt von Rabbiner Dr. Selig Pinchas Halevi Bamberger. Viktor Goldschmidt Verlag, Basel.